# Thistedkredsen
Thistedkredsen er fra 2007 en opstillingskreds i Nordjyllands Storkreds. I 1849-1919 var kredsen en valgkreds. I 1920-1970 var kredsen en opstillingskreds i Thisted Amtskreds. Derefter var kredsen i 1971-2006 en opstillingskreds i Viborg Amtskreds.
I 2007 blev den tidligere Morsøkredsen en del af Thistedkredsen, og kredsen består herefter af Thisted Kommune og Morsø Kommune.

## Afstemningsdistrikter i 2007
| Afstemningsdistrikt      | Distriktets valgsted             |
| 1. Thisted Kommune       | 1. Thisted Kommune               |
| ------------------------ | -------------------------------- |
| Thisted By               | Munkehallen                      |
| Harring-Stagstrup        | Hyttefadet, Vildsund             |
| Hillerslev-Kåstrup       | Hillerslev Skole                 |
| Hundborg-Jannerup        | Hundborg Skole                   |
| Vorupør                  | Vorupør Skole                    |
| Nors-Tved                | Nors Skole                       |
| Sennels                  | Sennels Skole                    |
| Sjørring-Thorsted        | Sjørring Skole                   |
| Skjoldborg-Kallerup      | Skjoldborg Skole                 |
| Snedsted-Nørhå           | Snedsted Hallen                  |
| Sønderhå-Hørsted         | Sønderhå-Hørsted Friskole        |
| Thisted Landsogn         | Tingstrup Skole                  |
| Vang-Tvorup              | Vang Beboerhus                   |
| Skinnerup, V og Ø Vandet | Vandet Sognegård                 |
| Øsløs-Vesløs-Arup        | Vesløs Skole                     |
| Østerild-Hunstrup        | Østerild Skole, Klubhuset        |
| Hanstholm                | Hanstholm Hallen                 |
| Ræhr-Vigsø               | Landsbycenter Ræhr               |
| Klitmøller               | Plejecenter "Klitrosen"          |
| Frøstrup                 | Tømmerby-Lild Skole              |
| Lild                     | Bjerget Efterskole               |
| Bedsted                  | Bedsted Kro                      |
| Hurup                    | Hurup Hallerne                   |
| Koldby                   | Koldby Skole                     |
| Vestervig                | Aktivitetscenter Vestervig-Agger |
| Ydby                     | Boddum-Ydby Friskole             |
| 1. Morsø Kommune         |                                  |
| Sejerslev                | Sejerslev Forsamlingshus         |
| Flade                    | Flade Forsamlingshus             |
| Bjergby                  | Bjergby Forsamlingshus           |
| Sundby                   | Sundby Forsamlingshus            |
| Solbjerg                 | Lindegård Skolen                 |
| Thorup                   | Thorup Forsamlingshus            |
| Ø. Jølby                 | Ø. Jølby Forsamlingshus          |
| Erslev                   | Erslev Forsamlingshus            |
| Tødsø                    | Tødsø Forsamlingshus             |
| Frøslev                  | Frøslev Forsamlingshus           |
| Tæbring                  | Tæbring Forsamlingshus           |
| Fredsø                   | Fredsø Forsamlingshus            |
| Vils                     | Vils Fritidscenter               |
| Karby                    | Karby Selskabslokaler            |
| Redsted                  | Redsted Sognegård                |
| Ørding                   | Ørding Forsamlingshus            |
| Ø. Assels                | Ø.Assels Forsamlingshus          |
| Nykøbing                 | Nykøbing-Hallen                  |

## Afstemningsdistrikter i 2005
Den 8. februar 2005 var der 34.162 stemmeberettigede vælgere i kredsen.
| Kredsen rummede i 2005 flg. kommuner og valgsteder: | Kredsen rummede i 2005 flg. kommuner og valgsteder: |
| 1. Hanstholm Kommune                                | 1. Hanstholm Kommune                                |
| --------------------------------------------------- | --------------------------------------------------- |
| 1.                                                  | Frøstrup                                            |
| 2.                                                  | Hanstholm                                           |
| 3.                                                  | Klitmøller                                          |
| 4.                                                  | Lild                                                |
| 5.                                                  | Ræhr/Vigsø                                          |
| 2. Sydthy Kommune                                   |                                                     |
| 1.                                                  | Bedsted                                             |
| 2.                                                  | Hurup                                               |
| 3.                                                  | Koldby                                              |
| 4.                                                  | Vestervig                                           |
| 5.                                                  | Ydby                                                |
| 2. Thisted Kommune                                  |                                                     |
| 1.                                                  | Harring-Stagstrup                                   |
| 2.                                                  | Hillerslev-Kåstrup                                  |
| 3.                                                  | Hundborg-Jannerup                                   |
| 4.                                                  | Nors-Tved                                           |
| 5.                                                  | Sennels                                             |
| 6.                                                  | Sjørring-Thorsted                                   |
| 7.                                                  | Skinnerup, V Og Ø Vandet                            |
| 8.                                                  | Skjoldborg-Kallerup                                 |
| 9.                                                  | Snedsted-Nørhå                                      |
| 10.                                                 | Sønderhå-Hørsted                                    |
| 11.                                                 | Thisted By                                          |
| 12.                                                 | Thisted Landsogn                                    |
| 13.                                                 | Vang-Tvorup                                         |
| 14.                                                 | Vorupør                                             |
| 15.                                                 | Øsløs, Vesløs Og Arup                               |
| 16.                                                 | Østerild, Hunstrup                                  |

## Folketingskandidater pr. 25/11-2018

### Valgkredsens kandidater for de pr. november 2018 opstillingsberettigede partier
| Liste | Parti                       | Kandidat                | Bemærk |
| ----- | --------------------------- | ----------------------- | ------ |
| A     | Socialdemokratiet           | Simon Kollerup          |        |
| B     | Radikale Venstre            | Kurt Thinggård          |        |
| C     | Det Konservative Folkeparti | Torben Overgaard        |        |
| D     | Nye Borgerlige              |                         |        |
| F     | Socialistisk Folkeparti     | Thorkil Olesen          |        |
| I     | Liberal Alliance            | Martin K. Madsen        |        |
| O     | Dansk Folkeparti            | Lise Bech               |        |
| V     | Venstre                     | Torsten Schack Pedersen |        |
| Ø     | Enhedslisten                | Berit Raldin            |        |
| Å     | Alternativet                | Gustav Sieg Sørensen    |        |
| K     | Kristendemokraterne         | David Jakobsen          |        |